# Galerie NTK
Galerie NTK je nekomerční výstavní síň sídlící v budově Národní technické knihovny v Praze-Dejvicích. Galerie od svého vzniku v roce 2009 organizuje výstavy zaměřené především na propojení současného umění, vědy a technologií, dále na prezentaci architektury, ale také na výzkum institucionálního pozadí uměleckého provozu. Často se zde také prezentují ateliéry českých uměleckých škol (AVU, UMPRUM, FAMU). Během své existence Galerie NTK připravila především řadu skupinových přehlídek, ale i několik samostatných výstav. Kurátorem Galerie NTK je umělec Milan Mikuláštík. Design prostoru galerie je, stejně jako celá budova, dílem architektonického studia Projektil. 

## Výběr výstav uspořádaných Galerií NTK
Limity těla – výstava zabývající se vztahem lidského fyzična a nových technologií, Fenomén hra – expozice tematizující herní aspekty sociálních jevů, Stíny minulých utopií – výstava o vztahu architektury a ideologie, PBBK80 – přehlídka prací předních českých umělců spojených s generací postmoderny, Velocypedia – velmi široce pojatá prezentaci umění, designu i sociálního aktivismu spojených s cyklistikou a udržitelnou dopravou, Librarianism – výstava o knihovnách a jejich konstrukci. Výstava Současná česká malba z roku 2012 byla mezigenerační sondou do ženské malby a současně reflexí mocenských mechanismů konstrukce historie umění. Per video – výstava představila tvorbu současných umělců v konfrontaci s knihami z historického fondu NTK a objekty z depozitářů Národního technického muzea, vše spojovalo téma vidění. Ptolemaiovy děti – výstava představila současné umění pracující s fenoménem kartografie a současně historické mapy ze soukromých sbírek i fondů NTK. Jedna z možností – experimentální „tekutá“ výstava deseti malířů, jejíž expozice se denně proměňovala, divák tedy při opakované návštěvě viděl stejnou, ale současně odlišnou výstavu. SPOT – další experimentální proměnlivá výstava, tentokrát založená na úpravě osvětlovacího systému galerie, který zhasínáním a rozsvěcováním jednotlivých světel diktoval divákovi způsob vnímání vystavených děl. Výstava Xenofilia se pokusila kriticky vyrovnat s rostoucí xenofobií v české společnosti. V roce 2015 proběhla v Galerii NTK výstava pěti geometrických malířů, jejichž obrazy byly konfrontovány s renesančními a barokními knihami o matematice a geometrii - GEO EGO. Ve stejném roce galerie představila první soubornou výstavu českého postinternetového umění s názvem Generation Smart a v závěru roku expozici současných klasicistních sochařských inspirací Ztracená forma. V roce 2016 se v galerii představili malíři nepravidelných formátů - výstava Shaped Canvas. V oblasti institucionální kritiky se pohybovala výstava Side Job, na které měli tu možnost ukázat svou tvorbu kustodi galerie - mladí studenti umění. Galerie NTK také prostřednictvím retrospektivní výstavy poprvé v České republice představila práci Karla Dudeška (člena uměleckých skupin Minus Delta T a Van Gogh TV) rakouského umělce českého původu, který patří mezi průkopníky umění nových médií. Samostatnou výstavu galerie uspořádala také slovenskému umělci Mariovi Chromému. 

## Další výstavy
Kromě vlastních výstav galerie spolupracuje s řadou kulturních a vědeckých institucí a subjektů. Začátkem roku 2011 se zde odehrál festival novomediálního umění Enter: Datapolis. Nakladatelství Foibos připravilo výstavu Slavné vily Čech, Moravy a Slezska. Expozice Prolomit prostor představila výběr deseti nejvýznamnějších scénografických realizací poslední doby. Výstava Za všedností zpracovala téma architektury evropských divadelních budov. Festival Archiweek přinesl do Galerie NTK výstavu Centrální osa Pekingu. Národní technická knihovna dále hostila soutěž začínajících designérů Mladý obal či studentskou kompetici Olověný Dušan. Z architektonických výstav je třeba zmínit retrospektivy britského "vesmírného" architekta Davida Nixona, nebo rumunského královského stavitele českého původu Karla Zdeňka Límana, dále výstavu Rumunská secese, expozici Meziválečná architektura Kaunasu, výstavu celoživotního díla funkcionalisty Adolfa Benše, výstavu plakátů ruského grafického designéra Petra Bankova.